# HP-35

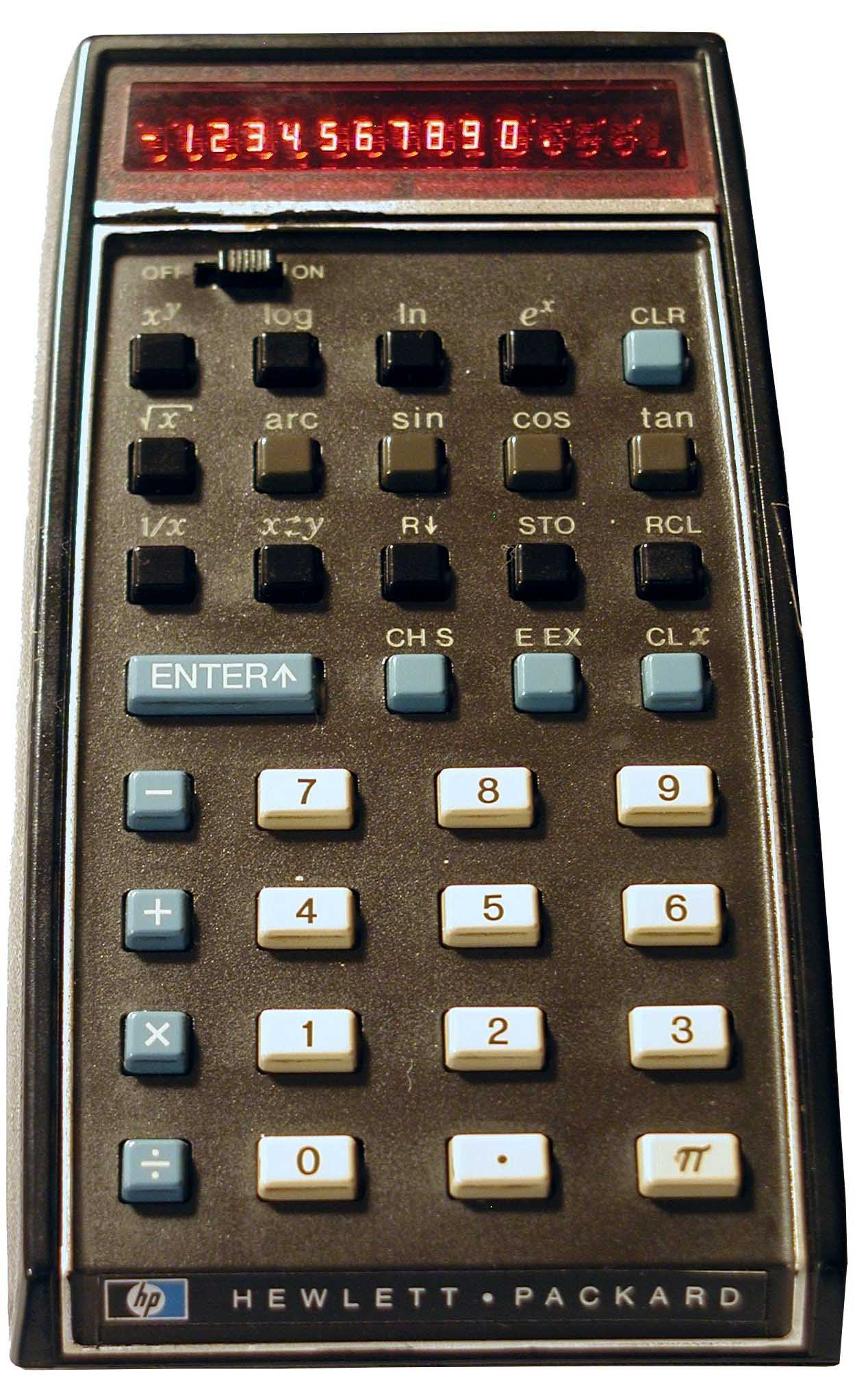
HP-35 Taschenrechner (1972)

Mit ihrem ersten Taschenrechner HP-35 brachte die Firma Hewlett-Packard im Jahr 1972 den weltweit ersten technisch-wissenschaftlichen Taschenrechner mit trigonometrischen, logarithmischen und Exponentialrechnungs-Funktionen auf den Markt. Entgegen den Erwartungen von HP wurde das Gerät zum großen Verkaufserfolg und leitete das Ende des damals in Wissenschaft und Industrie noch weit verbreiteten mechanischen Rechenschiebers als Standard-Rechenwerkzeug ein. Er war das erste Modell einer langen Reihe von meist programmierbaren Taschenrechnern des Unternehmens.
Am 12. Juli 2007 wurde von Hewlett-Packard, zum 35-jährigen Jubiläum, das Nachfolgemodell HP 35s in den Handel gebracht.

## Entwicklungsgeschichte
Vor dem HP-35 waren Rechenschieber und Tabellenbücher die einzigen praktischen Rechenhilfsmittel für trigonometrische und exponentielle Rechenfunktionen. Die bereits vorhandenen elektronischen Taschenrechner jener Zeit beherrschten nur die vier Grundrechenarten.
Zwar hatten zeitgenössische Markterhebungen keinen Bedarf für einen Taschenrechner ergeben; trotzdem startete HP-Mitbegründer Bill Hewlett die Entwicklung eines „Hewlett-Packard 9100A im Taschenformat“, und die Marketing-Prognosen erwiesen sich alsbald als falsch: Bereits in den ersten Monaten überschritt die Zahl der Bestellungen HPs Erwartungen vom Gesamtbedarf des Marktes. HPs  Erwartungen gingen davon aus, allenfalls 50.000 Stück verkaufen zu können. Jedoch schon unmittelbar nach der Ankündigung bestellte allein General Electric 20.000 Exemplare. In den drei Jahren der Produktion wurden ca. 350.000 Stück verkauft.
Zur Markteinführung des HP-35 in den USA betrug der Verkaufspreis 395 US-Dollar, was nach heutiger Kaufkraft etwa 3.000 US-Dollar entspräche; damals entsprach die Summe in etwa einem Monatsgehalt. In Deutschland kam er noch 1972 für rund 2000 DM (nach heutiger Kaufkraft etwa 3.900 Euro) auf den Markt. In geringfügig unterschiedlichen Design-Varianten wurde dieses Modell von 1972 bis 1975 hergestellt.

## Technik

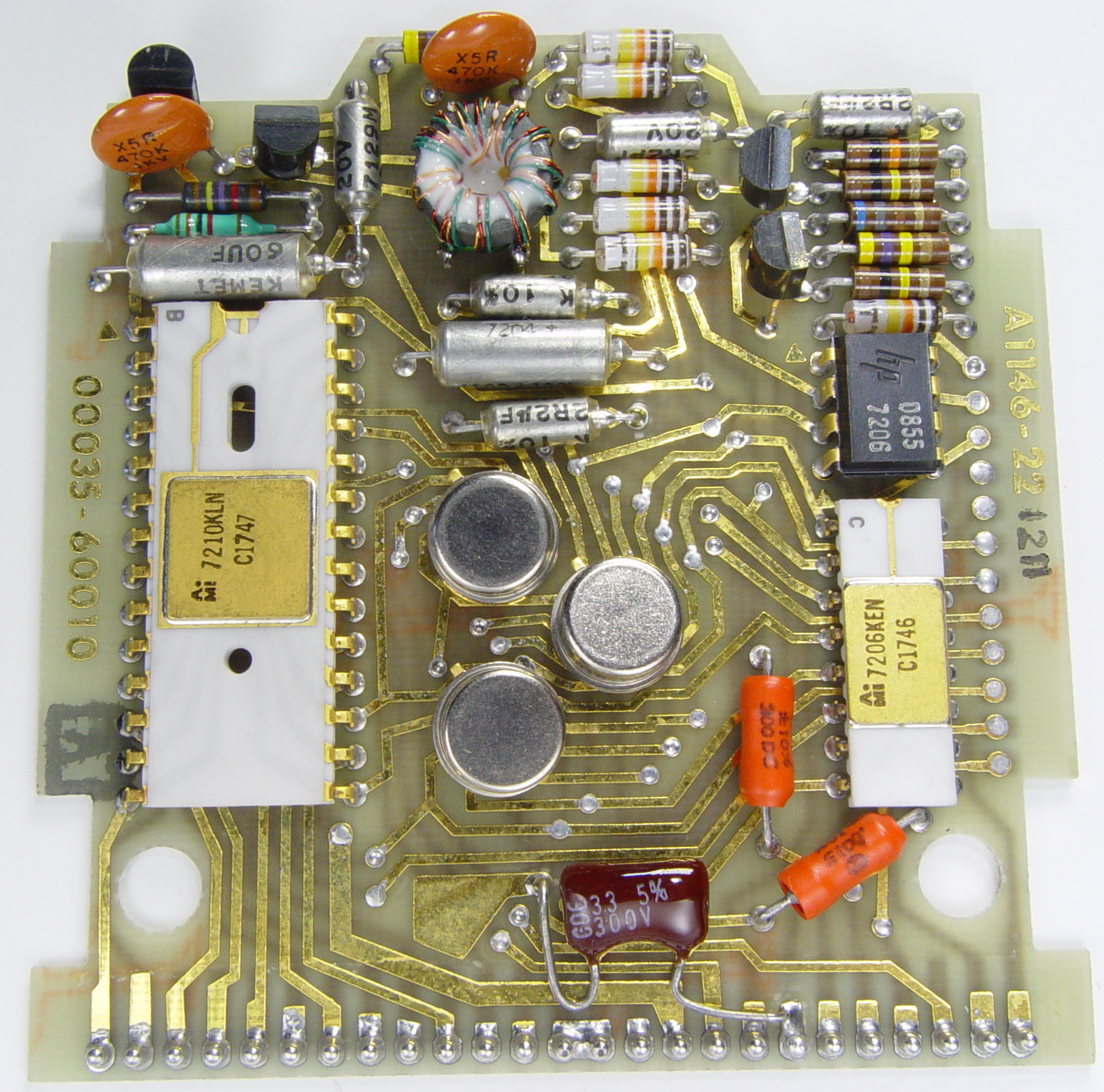
Elektronik-Platine des HP-35

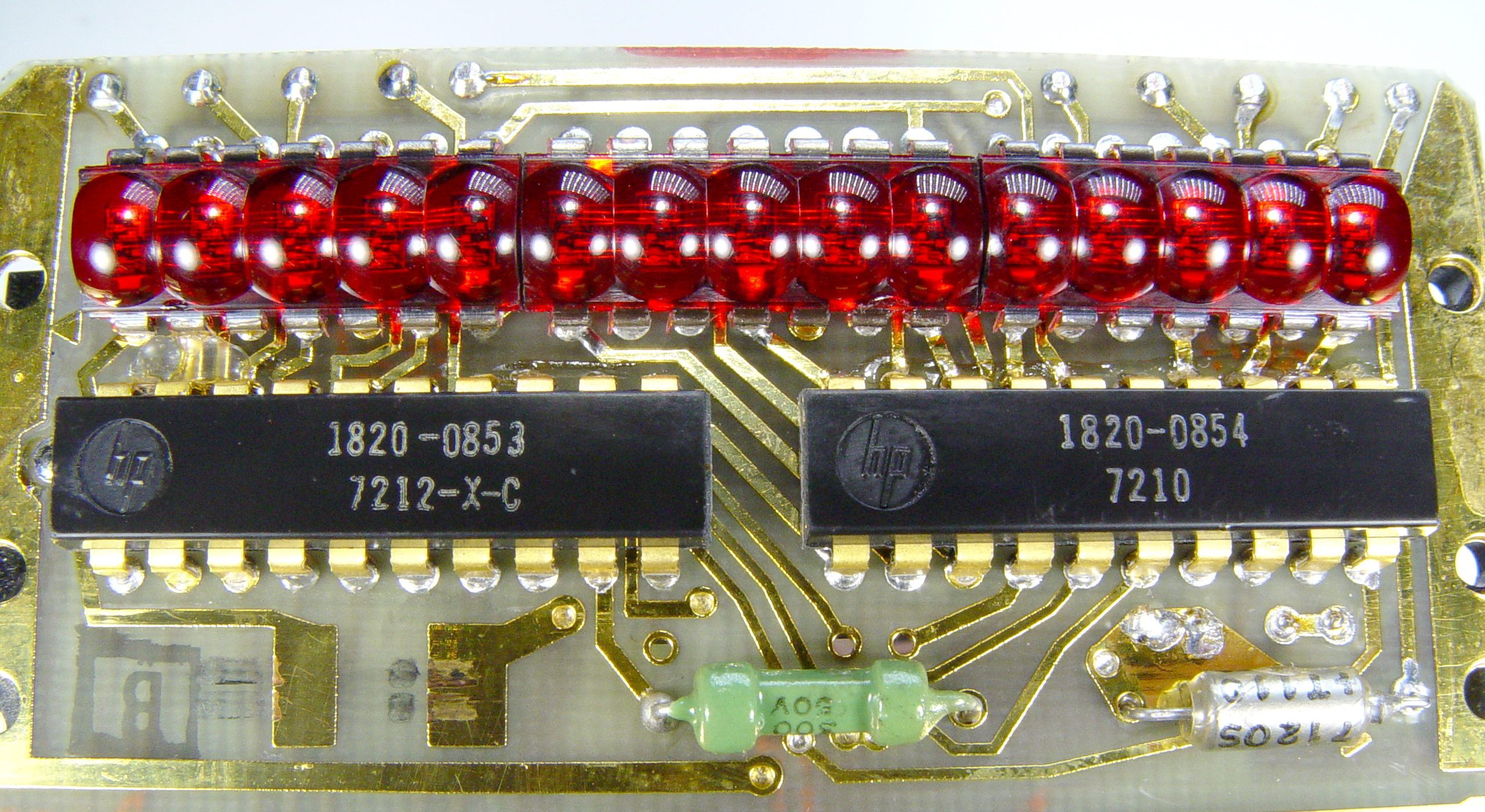
Anzeigeeinheit des HP-35

Wie bereits für den Tischrechner HP-9100 wurde für den HP-35 die umgekehrte polnische Notation (UPN) zur Eingabe gewählt. Daher bietet der HP-35 nicht, wie heute meist üblich, eine Taste mit dem Gleichheitszeichen = zum Abschluss einer Rechenoperation, sondern eine Enter-Taste zur Trennung der Eingabe der nacheinander einzugebenden Rechen-Operanden. Der Rechenvorgang wird durch Betätigung der gewünschten Rechen-Operationstaste unmittelbar nach Eingabe des zweiten Operanden ausgelöst. Der Stack (Stapel) wurde auf vier Ebenen mit den Bezeichnungen x, y, z und t erweitert, die oberste Ebene t wird allerdings für trigonometrische Funktionen mitbenutzt.
Der Rechner benutzte für damit darstellbare Zahlen die herkömmliche Gleitkomma-Anzeige, schaltete aber für größere oder kleinere Zahlenwerte, die im Gleitkommaformat nicht mehr darstellbar waren, automatisch in die wissenschaftliche Exponentialdarstellung um. Die 15-stellige Anzeige konnte eine 10-stellige Mantisse und dazu einen 2-stelligen Dezimalexponenten, jeweils mit Vorzeichen, darstellen. In einem Multiplexverfahren wurden die einzelnen Leuchtdioden der Segmentanzeige nacheinander zum Leuchten gebracht statt wie bisher üblich die kompletten Siebensegment-Ziffern, da Untersuchungen bei HP gezeigt hatten, dass auf diese Weise bei gleichem Stromverbrauch ein hellerer Gesamteindruck für das menschliche Auge entstand.
Zur Energieversorgung dienten ein aus drei NiCd-Zellen in Mignonzellen-Größe bestehender Akkupack und ein externes Stecker-Ladegerät, mit dem der Rechner auch ohne eingesetzten Akkupack verwendet werden konnte.
Die internen Rechenverfahren benutzen 14-stellige BCD-Zahlen, die durch eine 56-Bit-Gleitkommadarstellung vom 1-bit-seriell arbeitenden Chipsatz verarbeitet werden.
| HP-35 Funktionsübersicht      | HP-35 Funktionsübersicht                 |
| ----------------------------- | ---------------------------------------- |
| Arithmetische Funktionen      | +, −, ×, ÷                               |
| Trigonometrische Funktionen   | sin, arc sin; cos, arc cos; tan, arc tan |
| Logarithmische Funktionen     | log10x; logex, ex                        |
| Andere Funktionen, Konstanten | 1/x, √x, xy, π                           |

## Nachfolger
Der HP-35, produziert von 1972 bis 1975, stand am Anfang einer Familie verwandter Taschenrechner mit ganz ähnlicher Gehäusebauform:
- Der HP-80, HPs zweiter Taschenrechner, produziert von 1973 bis 1978, war spezialisiert auf finanzmathematische Funktionen. Als kostengünstigere Alternative wurde von 1974 bis 1975 der im Funktionsumfang reduzierte HP-70 angeboten.
- Der HP-45, produziert von 1973 bis 1976, wurde (mit weiterhin 35 Tasten) durch erstmalige Einführung einer Zweitfunktions-Taste α gegenüber dem HP-35 um zusätzliche Funktionen erweitert, u. a. auch mit der Möglichkeit, das Anzeigeformat manuell statt nur automatisch einzustellen. Als undokumentierte Funktion enthielt die Firmware eine Stoppuhr, die jedoch aufgrund einer fehlenden Quarzstabilisierung der Taktfrequenz recht ungenau arbeitete.
- Der HP-65, produziert von 1974 bis 1977, war der weltweit erste programmierbare Taschenrechner und kam damit erstmals Bill Hewletts Vorgabe eines „HP-9100 im Taschenformat“ nahe. Der HP-65 verfügte bemerkenswerterweise in Form eines integrierten Magnetkartenlesers bereits über ein externes Speichermedium für die bis zu 100 Programmschritte umfassenden Programme, bot eine Programmablaufsteuerung mit bedingten Verzweigungen und Programmschleifen und Flag-Steuerung, sowie durch die Anwender-Software umdefinierbare Tasten A bis E. Auch dieses Modell besaß weiterhin nur 35 Tasten, jedoch mit bis zu vierfacher Mehrfachbelegung.
- Der HP-55, produziert von 1975 bis 1977, war ein preisgünstigeres Schwestermodell des HP-65, ohne Magnetkartenleser und mit reduziertem Programmspeicher. Der im HP-55 eingebaute Quarzoszillator erlaubte die offiziell dokumentierte Verwendung der bereits im HP-45 angelegten Stoppuhr-Funktion.
- Der HP-67, produziert von 1976 bis 1982 mit der neuen Technologie der sogenannten Zwanziger-Serie (HP-21, HP-22, HP-25, HP-29C), bot mehr Programm- und Datenspeicher und diverse funktionelle Verbesserungen gegenüber dem HP-65.
- Das 2007 auf den Markt gebrachte Nachfolgemodell HP 35s zum 35-Jahr-Jubiläum ist ein programmierbarer wissenschaftlicher Taschenrechner, der wahlweise algebraisch oder in umgekehrter polnischer Notation bedient werden kann. Er verfügt über einen Gleichungslöser, numerische Integration und 32 KB Speicher. Hersteller ist die taiwanesische Kinpo.

## Trivia

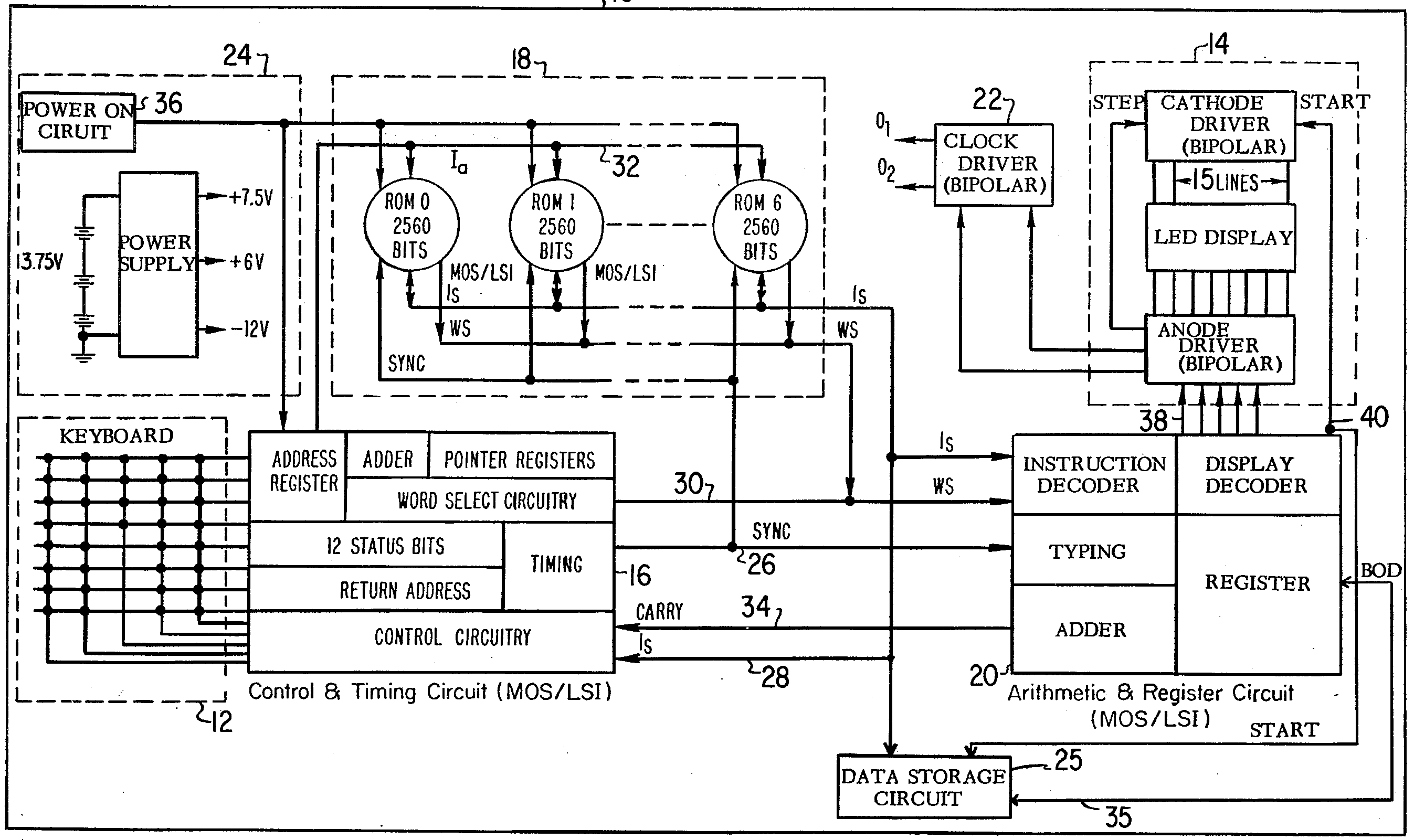
Blockdiagramm vom HP-35

- Ursprünglich sollte das neue Gerät nur The Calculator heißen, doch Bill Hewlett schlug HP-35 wegen der Anzahl von 35 Tasten vor.
- Der HP-35 war exakt 5,8 amerikanische Zoll lang und 3,2 Zoll breit, genau wie Bill Hewletts Hemdtasche, daher der Name Taschenrechner.
- Wegen der energiehungrigen LED-Anzeige reichte eine Akkuladung mit den seinerzeit verfügbaren geringen Akkukapazitäten (ca. 450 mAh) nur ca. drei Stunden. Um aber Verschleiß des Ein-/Aus-Schalters durch zu häufiges Schalten zu vermeiden, wurde einfach in Rechenpausen durch einen Druck auf die Dezimalpunkt-Taste Strom gespart; denn dadurch leuchtete nur ein einzelner Dezimalpunkt der LED-Anzeige.
- Die komplette Implementation der arithmetischen, logarithmischen und trigonometrischen Funktionen des HP-35 umfasste 767 geschickt programmierte Befehlsschritte mit einer Befehls-Wortlänge von je zehn Bit (= 7670 Bits). Die drei ROM-Bausteine mit je 256 10-Bit-Worten des bitseriell arbeitenden Rechners sind die mit jeweils zehn Pins versehenen runden Metallgehäuse in der Mitte der Hauptplatine und auch im Blockdiagramm des Taschenrechners als kreisförmige Symbole dargestellt; heute eine ungewöhnliche Bauform für ICs.
- Die Einführung des HP-35, und bald auch ähnlich leistungsfähiger wissenschaftlicher Rechner von Texas Instruments, führte schnell zur Ablösung des Rechenschiebers als Statussymbol unter Wissenschafts- und Ingenieursfach-Studenten durch elektronische Taschenrechner. Kursangebote zum Gebrauch von Rechenschiebern verschwanden aus den Lehrplänen.
- Bei einem Test zur Berechnung des pH-Werts einer gepufferten Lösung benötigten Ingenieure nur etwa ein Fünftel der Zeit wie mit einem Rechenschieber.[4]
- Der HP-35 war der erste wissenschaftliche Taschenrechner, der 1973 an Bord von Skylab im Weltall benutzt wurde. Später folgte für diesen Zweck der programmierbare HP-65.[5]